# Jesús M. Aguirre
Jesús M. Aguirre (1866 - 1929) fue un militar mexicano que participó en la Revolución mexicana.
Originario de Ures, Sonora. En 1913 se unió al constitucionalismo en la Brigada “García Morales”, a las órdenes del entonces Coronel Plutarco Elías Calles; combatió a los Huertistas y más tarde a los maytorenistas. En 1920 se adhirió al Plan de Agua Prieta. Con el tiempo alcanzó diferentes grados militares, hasta llegar a General de División. 
Fue diputado de la XXXI Legislatura de la Unión y Jefe de Operaciones en varias zonas militares; desempeñaba este cargo en Veracruz cuando secundó el movimiento escobarista en 1929; por este hecho fue aprehendido, sometido a juicio y condenado a muerte; fue fusilado ese año por Miguel M. Acosta Guajardo, en Almagres, Veracruz. 